# برایان توچی
برایان توچی (انگلیسی: Brian Tochi؛ زادهٔ ۲ مهٔ ۱۹۵۹) یک هنرپیشه، کمدین، کارگردان، فیلم‌نامه‌نویس، تهیه‌کننده و کارآفرین اهل ایالات متحده آمریکا است. وی از سال ۱۹۶۸ میلادی تاکنون مشغول فعالیت بوده‌است.
از فیلم‌ها یا برنامه‌های تلویزیونی که وی در آن نقش داشته است می‌توان به لاک‌پشت‌های نینجای ۲، لاک‌پشت‌های نینجای ۳، دانشکده پلیس ۳ و دانشکده پلیس ۴ اشاره کرد.